# Dull Cross

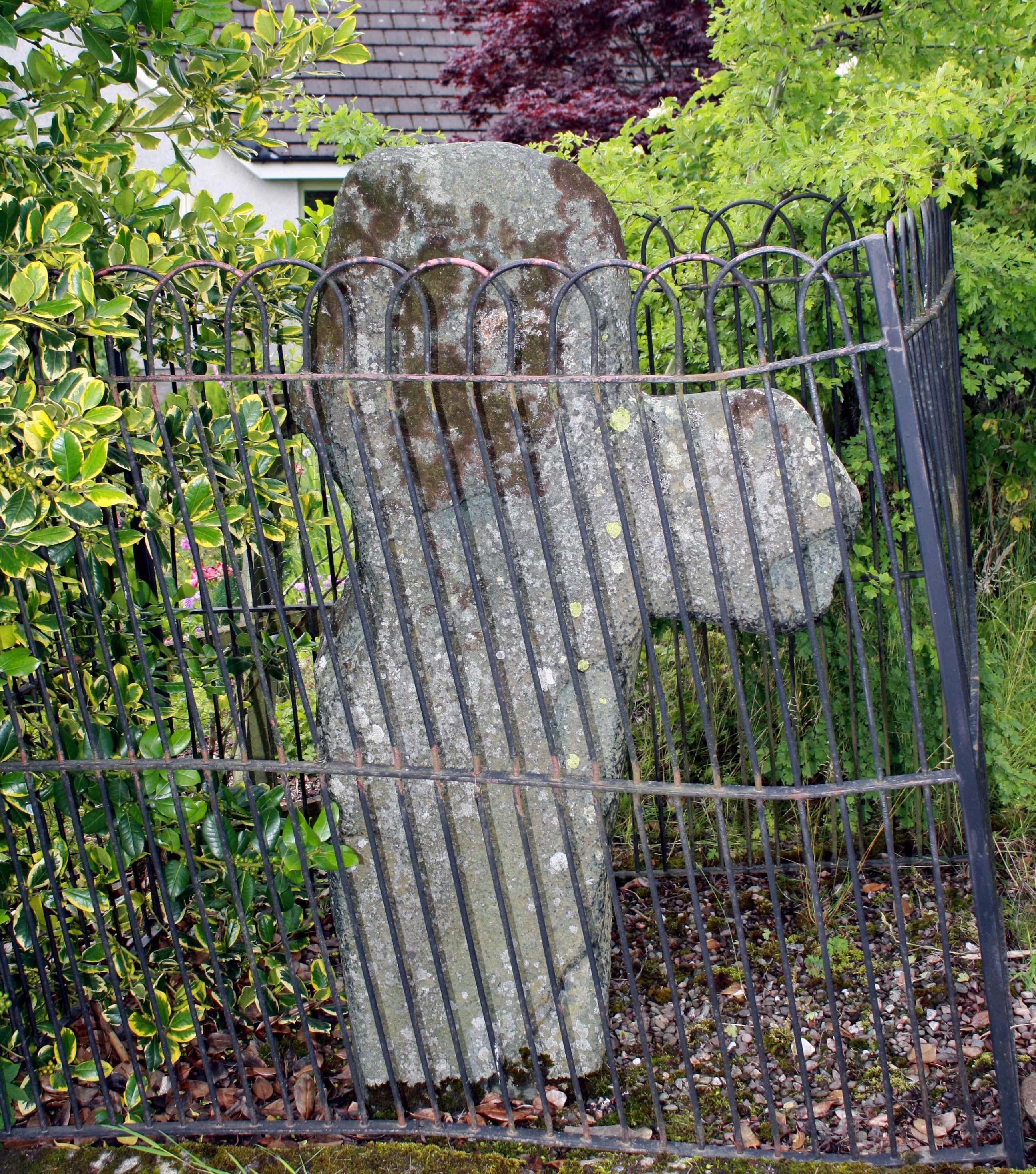
Das Dull Cross

Das Dull Cross ist ein freistehendes Kreuz in der Ortschaft Dull im Norden von Schottland. Errichtet wurde es im frühen Mittelalter, erstmals erwähnt in der Mitte des 9. Jahrhunderts. Es ist 1,76 Meter hoch und besteht aus Sandstein.
Das Kreuz wird im Zusammenhang mit drei weiteren gesehen, die die unter Sankt Adomnan gezogenen Grenzen des Klosterbezirks markierten. Zwei weitere entsprechende Kreuze finden sich in der Weem Old Parish Kirk.
Zwischen 1971 und 2016 war das Kreuz als Listed Building der Kategorie B ausgewiesen und stand somit unter Denkmalschutz.